# День «Так»
День «Так» — американська сімейна комедія 2021 року режисера Мігеля Артети за сценарієм і кіноісторією Джастіна Малена, заснована на однойменній дитячій книжці Емі Краус Розенталь і Тома Ліхтенхельда. У головних ролях Дженніфер Гарнер, Едгар Рамірес і Дженна Ортега.
Фільм був випущений 12 березня 2021 року на Netflix. Він отримав неоднозначні відгуки від критиків, які хвалили акторську гру (особливо Ортеги), але критикували його текст і гумор. На Imagen Awards 2021 Ортега була номінована на найкращу жіночу роль у повнометражному фільмі.

## Сюжет
Еллісон і Карлос Торрес одружені та мають трьох дітей: Кеті, Нандо та Еллі. Коли вони вперше зустрілися, вони були авантюрними і казали «так» усьому. Однак, маючи дітей, вони відчувають, що повинні сказати «ні», щоб захистити їх.
Одного вечора їх викликають на батьківську зустріч у школі, де вони дізнаються, що Кеті та Нандо здали домашнє завдання, в якому називають їхню маму диктаторкою. Еллісон почувається розчарованою тим, що її діти сприймають її таким чином, і каже Карлосу, що вона відчуває, що він змушує її грати роль «поганого поліцейського» у виховані дітей. Містер Дікон, робітник школи та батько шістьох дітей, випадково чує їхню розмову та розповідає їм, що він підтримує порядок у своєму домі, час від часу влаштовуючи «день так»: день у який усі 24-годинни батьки відповідають «так» на всі прохання дітей у розумних межах.
Карлос і Еллісон пропонують дітям влаштувати «день так», але тільки якщо діти не потраплять у халепу, виконуватимуть свої домашні обов'язки та будуть отримувати гарні оцінки у школі. Кеті укладає з Еллісон парі, що якщо її мама переживе «день так», Кеті поїде з матір'ю на музичний фестиваль Fleek Fest. А якщо Еллісон не справиться з усіма завданнями, то вона дозволить Кеті поїхати з подругою Лейлою. Дітям врешті-решт вдається заробити «день так» і скласти список із п'яти пунктів/завдань на день. Перші завдання включали:
1. Еллі одягає своїх батьків у божевільні вбрання та просить, щоб вони цілий день не користувалися гаджетами які мають екран;
2. діти замовляють величезне морозиво за 40 доларів, яке буде безкоштовним для сім'ї, якщо вони зможуть повністю його з'їсти за 30 хвилин, з чим уся родина успішно справляються;
3. помити авто з опущеними вікнами;
4. взяти участь у змаганнях із захоплення прапора, де кожен член сім'ї очолює різні команди. Мета полягає в тому, щоб одна команда вибила інші з гри, кидаючи в своїх опонентів наповнені фарбою повітряні кульки. Еллісон виграє гру для своєї команди, завойовуючи схвалення дітей.

Наступним пунктом була подорож у парк атракціонів Six Flags Magic Mountain. Коли Кеті відходить в батьків, Еллісон бачить на телефоні своєї доньки повідомлення від Лейли, в яких видно, що вони з Кеті будуть тусуватися зі старшими хлопцями на Fleekfest. Еллісон каже їй, що парі скасовано і вона йде на Флікфест з нею, а не з Лейлою. Кеті ображається на матір. Намагаючись виграти для Кеті рожеву горилу в знак вибачення, Еллісон і Карлос вступають у бійку з іншим відвідувачем парку, в результаті чого їх заарештовують. Діти втікають з поліційного відділку без батьків. Кеті йде на Флікфест з Лейлою, але їй стає незручно залишатися наодинці зі старшими хлопцями, але її подруга Лейла не розділяє побоювання Кеті і залишає її одну. Нандо влаштовує «вечірку ботанів» в будинку, як останню велику подію, але вона швидко виходить з-під контролю, коли Еллі випадково влаштовує вибух піни в будинку, який був призначений для заднього двору. Тим часом телефон Кеті розряджається, під час її спроби зв'язатися з братами та сестрами, і вона панікує. За допомогою H.E.R., співачки, яка виступає на заході, Еллісон знаходить Кеті, і вони миряться. Співачку це зворушує й вона запрошує їх на сцену для виконання пісні. Карлос повертається додому і йому доводиться бути суворим з дітьми: змушуючи дітей закінчити вечірку і прибрати будинок. Наприкінці, Еллі робить останнє прохання і всі вони проводять ніч, граючи в ігри як сім'я, у наметі на задньому дворі, доки пінна бомба Нандо (яка була змита в унітаз) не починає заповнювати будинок.

## Актори та персонажі
| Актори            | Роль                         |
| ----------------- | ---------------------------- |
| Дженіфер Гарнер   | Еллісон Торрес               |
| Едгар Рамірес     | Карлос Торрес                |
| Дженна Ортега     | Кетрін «Кейті» Торрес        |
| Джуліан Лернер    | Еван «Нандо» Торрес          |
| Еверлі Карганілла | Еллі Торрес                  |
| H.E.R.            | Співачка H.E.R.              |
| Нат Факсон        | Містер Дікон                 |
| Моллі Сімс        | менеджер за найму            |
| Форчун Файмстер   | парамедик Джин               |
| Артуро Кастро     | офіцен Джонс                 |
| Трейсі Томс       | Біллі/ координатор концертів |
| Меган Стотт       | Лейла                        |
| Сноуден Грей      | Гейлі Петерсон               |
| Грем Філліпс      | Брайан                       |
| Леонардо Нам      | містер Чан                   |
| Гейден Сзето      | офіцер Ченг                  |

## Український дубляж
- Юлія Малахова — Еллісон Торрес
- Роман Чорний — Карлос Торрес
- Єлизавета Мастаєва — Кетрін «Кейті» Торрес
- Ганна Соболєва — H.E.R.
- Ярослав Чорненький — Містер Дікон
- Катерина Башкіна-Зленко — парамедик Джин
- Дмитро Терещук — офіцен Джонс
- Єлизавета Зіновенко — Лайла
- а також Дем'ян Шиян, Андрій Соболєв, Ольга Гриськова, Руслан Драпалюк, Оксана Гринько, Роман Молодій, Михайло Войчук, Анастасія Павленко

## Виробництво
У вересні 2018 року було оголошено, що Дженніфер Гарнер приєдналася до акторського складу фільму, режисером якого став Мігель Артета, а сценаристом — Джастіна Мален, з розповсюдженням через Netflix.  У жовтні 2019 року Дженна Ортега, Едгар Рамірес і Джуліан Лернер приєдналися до акторського складу фільму.  У квітні 2020 року Меган Стотт оголосила, що приєдналася до акторського складу фільму.
Основні зйомки почалися в листопаді 2019 року в Лос-Анджелесі.

## Відгуки
Через тиждень після цифрового випуску фільму 12 березня 2021 року  Netflix повідомив, що фільм переглянули 53 мільйони сімей.  Через місяць, у квітні 2021 року, аудиторія зросла до 62 мільйонів.

### Критики
На веб-сайті рецензій Rotten Tomatoes рейтинг схвалення фільму становить 50 % на основі 62 рецензій із середнім рейтингом 5,10/10. На Metacritic фільм отримав середню оцінку 46 зі 100 на основі 14 критиків, що вказує на «середню оцінку».

### Нагороди
| Рік  | Нагорода      | Категорія                                     | Актор         | Результат | Примітки |
| ---- | ------------- | --------------------------------------------- | ------------- | --------- | -------- |
| 2021 | Imagen Awards | Найкращу жіноча роль у повнометражному фільмі | Дженна Ортега | Номінація | [ 7 ]    |

## Майбутнє продовження
У липні 2021 року було оголошено, що фільм отримає продовження.